# Alessandro Buongiorno
Alessandro Buongiorno (født 6. juni 1999) er en italiensk professionel fodboldspiller, som spiller for Serie A-klubben Napoli og Italiens landshold.

## Klubkarriere

### Torino

#### Debut og lejeaftaler
Buongiorno kom igennem ungdomsakademiet hos Torino, og fik sin professionelle debut med klubben den 4. april 2018 i en Serie A-kamp imod Crotone.
Buongiorno blev i 2018-19 sæsonen udlejet til Serie B-klubben Carpi. Han blev i januar 2020 igen udlejet, denne gang til Trapani.

#### Gennembrud
Buongiorno begyndte fra 2020-21 sæsonen at spille for Torinos førstehold som rotationsspiller. I 2022-23 sæsonen etablererede han sig som fast mand på holdet.

### Napoli
Buongiorno skiftede i juli 2024 til Napoli.

## Landsholdskarriere

### Ungdomslandshold
Buongiorno har repræsenteret Italien på flere ungdomsniveauer.

### Seniorlandshold
Buongiorno debuterede for Italiens landshold den 18. juni 2023.